# Paul Sacher
Paul Sacher (28 d'abril de 1906 – 26 de maig de 1999) va ser un director d'orquestra, mecenes i empresari multimilionari suís. En el moment de la seva mort, Sacher era accionista majoritari de la companyia farmacèutica Hoffmann-La Roche i era considerada la tercera persona més rica del món amb un valor net estimat de 13.000 milions de dòlars.
Va fundar i dirigir la Basler Kammerorchester (1926–1987). Encarregà obres destacades de compositors del segle XX i les estrenà amb l'orquestra de cambra. Tot i ser més conegut pel seu interès en la música nova, també era devot a la música dels períodes barroc i clàssic; va fundar la Schola Cantorum Basiliensis, institut de música antiga, el 1933.

## Biografia
Sacher va estudiar amb Felix Weingartner, entre d'altres. L'any 1926 va fundar l'orquestra de cambra Basler Kammerorchester, especialitzada en repertori tant modern (segle XX) com preclàssic (mitjans segle xviii). El 1928 va fundar el Cor de Cambra de Basilea. Tant l'orquestra com el cor van donar la seva darrera actuació l'any 1987. El 1984 es va constituir la Serenata Basel, sense connexió directa amb Sacher. Més tard van adoptar el nom de Kammerorchester Basel. També va fundar el Collegium Musicum Zürich el 1941 amb Walter Schulthess i Stefi Geyer que el va dirigir fins a la seva dissolució el 1992.

## Vida personal
Va ser considerat el tercer home més ric del món dels anys noranta després de casar-se amb l'hereva de la companyia farmacèutica Hoffmann-La Roche. En el moment de la seva mort, tenia fama en diverses publicacions com l'⁣home més ric d'Europa. Va morir el 1999, als 93 anys.
Sacher va tenir 3 fills. Dos d'aquests van conservar el seu cognom de comtessa de Faber-Castell, el seu únic fill porta el cognom de Schmid.

### Comissions
Immensament ric, Sacher va encarregar obres a molts compositors coneguts, com ara:
- Ígor Stravinski (que li va proporcionar el Concert en re)
- Béla Bartók (Divertimento per a cordes, la Sonata per a dos pianos i percussió, el Quartet de corda núm. 6 i la Música per a cordes, percussió i celesta)
- Bohuslav Martinů (moltes obres, com ara el Concert doble per a orquestres de dues cordes, piano i timbals, Concert per a càmera, etc.)
- Arthur Honegger (moltes obres, incloent-hi la seva Segona i Quarta Simfonia (Deliciae Basilienses)
- Frank Martin (sis obres, inclosa la Petite Symphonie Concertante)
- Paul Hindemith
- Hans Werner Henze
- Richard Strauss
- Elliott Carter
- Witold Lutosławski (Sacher-Variationen, Doble Concert, Cadena II)
- Henri Dutilleux (Trois strophes sur le nom de Sacher i Mystère de l'instant)
- Harrison Birtwistle

Pierre Boulez va escriure la seva obra Sur Incises, guanyadora del premi Grawemeyer, pel 90è aniversari de Sacher. Boulez va llegar tot el seu catàleg (inclosos els esborranys) a la Fundació Paul Sacher. Henze va dedicar la seva Desena Simfonia a la memòria de Sacher, que l'havia encarregat però va morir abans de la seva finalització.
El 1983, Sacher va adquirir la finca Stravinsky. La Paul Sacher Stiftung (Fundació) es troba al centre de Basilea (a Münsterplatz) i acull una de les col·leccions de manuscrits musicals més importants del món. Sacher va comprar la majoria d'aquests manuscrits ell mateix, i inclouen col·leccions completes de diversos compositors importants del segle XX (inclosos Lutosławski, Ligeti, Boulez i Reich). El 1997, va rebre un doctorat honoris causa de l'⁣Acadèmia de Música de Cracòvia.